# ナイススの戦い
ナイススの戦い（ナイススのたたかい、英：Battle of Naissus）は、268年または269年にナイスス（現在のセルビアのニシュ）付近で皇帝ガッリエヌス（またはクラウディウス2世）率いるローマ帝国軍がゴート族連合軍を打ち破った戦いである。この戦いやその元となった侵略は3世紀の危機の歴史上重要な部分を占めている。
ローマ側の大勝に終わり、残党狩りと皇帝アウレリアヌスの精力的な努力により、その後数十年に渡ってバルカン半島においてゲルマン民族を排除することに成功した。

## 文献
3世紀のローマ史の文献によくあるように、ナイススの戦いに関する物事の経緯を再構築することは非常に困難である。この時代の現存する記録としては、ゾシモスの『新しい歴史』、ゾナラスの『歴史概略』、ゲオルギオス・シュンケロスの『年代誌選集』、アテナイのデクシッポスの現存しない著作に基づいていると見られる『ローマ皇帝群像』がある。デクシッポスの記述は4世紀ごろ成立した『ローマ皇帝群像』に部分的に引用され、それが9世紀の東ローマ帝国で編集されている。デクシッポスは当時の有名な歴史家だが、現代の歴史家 David S. Potter はこれを「不十分な」文献だとしている。そして困ったことに、デクシッポスの記述に基づいた資料はナイススの戦いについて他の文献とは全くことなる解釈を提供している。また、コンスタンティヌス朝によるプロパガンダも事態の把握を困難にしている。というのもコンスタンティヌス朝の祖先はクラウディウス2世とされており、その治世の記憶を汚さないために、諸悪の根源はガッリエヌス帝にあったとする傾向があったためである。
結果として、侵入の回数、事象の順序、どの皇帝の治世下で起きたことなのかといった点でも議論の余地がある。したがって、この戦いが行われた際の皇帝が誰で、軍司令官が誰なのかという論争に決着がついていない。1939年に侵入は1回だったとする説を唱える Andreas Alföldi は、蛮族の侵入に立ち向かいナイススで勝利したのはガッリエヌス以外にありえないと示唆した。この説は広く受け入れられたが、最近の学説ではクラウディウス2世が最終的に勝利を勝ち取ったとするのが普通である。侵入が2回あったとする説もある。本項では後者の説に基づいて解説するが、記録には混乱が多く完全な再構築はできていないことに注意が必要である。

## 背景

267年から269年のゴート人侵略についての地図

ナイススの戦いは267年から269年の間にローマ帝国領土内にスキタイ（ここで参照している文献は時代錯誤的にこう呼んでいる）の大集団が2度侵入した結果起きた。第1団が侵入したのはガッリエヌス帝治世下（267年）で、先鋒としてヘルール族が500隻の船団で押し寄せ、黒海南岸で略奪を繰り返し、ビュザンティオンとキュジコスにも迫ったが撃退された。彼らはローマ海軍に敗れたが、どうにかしてエーゲ海に逃れてリムノス島とスキロス島を襲い、さらにギリシア南部（アカエア）のアテナイ、コリントス、アルゴス、スパルタといったいくつかの都市でも略奪を行った。このとき政治家でもある歴史家のデクシッポスがアテナイの市民軍を指揮してヘルール族を北方に追いやり、そこでガッリエヌス率いるローマ軍と一戦交えることになった。ガッリエヌスはダルマチア人の騎兵軍の助けを得て、マケドニアとトラキアの境界にあたるネッソス川（メスタ川）付近で重要な勝利を勝ち取った。ヘルール族の死傷者数は3千人と記録されている。その後、ヘルール族の族長ナウロバトゥスはローマ側との停戦に応じた。
従来、このネッソスの戦いをナイススの戦いと同じものと見ていたが、近年ではその見かたは退けられている（実際、メスタ川のギリシア名はネストスであってネッソスではない）。それどころか、ネッソスでの勝利が決定的だったため、その後のガッリエヌスのゴート族に対する戦果は（ナイススの戦いも含めて）単なる掃討作戦でしかなかったという説もある。ガッリエヌスは騎兵隊将校のアウレオルスの反乱を鎮圧するため、マルキアヌスを現地司令官として残し、急いでイタリアに戻った。268年夏、ガッリエヌスがミラノ市外で別の将校の手で暗殺されると、クラウディウス2世が皇帝即位を宣言し、支配を磐石にするためにローマに向かった。クラウディウス2世の目前の課題は、ラエティアとイタリアに侵入してきたアラマンニ族だった。ベナクス湖の戦い（現在のガルダ湖）でアラマンニ族を打ち破ると、バルカン半島への侵入に本腰を入れて対処できるようになった。

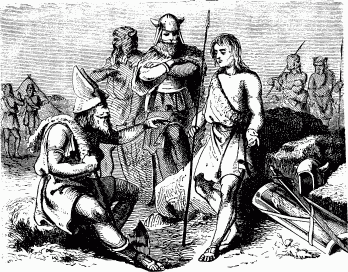
ゴート人戦士の19世紀の想像図。Charlotte Mary Yonge, Young Folks' History of Rome, 1880

そのころ、第2の大規模な侵略船団が出発していた。「スキタイ」の大連合軍がテュラス川（ドニエストル川）河口に集結した。実際にはゴート族（GreuthungiとTervingi）とゲピド族とPeucini（ドナウ川河口に住んでいた小部族）で、再びヘルール族が先導した。『ローマ皇帝群像』とゾシモスはその規模を2千隻から6千隻、32万5千人としている。この数字にはおそらく誇張があるが、いかに大規模な侵略だったかがうかがえる。途中嵐に遭遇して黒海西岸のいくつかの町（トミ、マルキアノポリス）に寄り道した後、ビュザンティオンとクリュソポリスを攻撃した。ゴート族が帆船の操縦に不慣れだったためマルマラ海の危険な海流で一部の船が壊れ、また一部はローマ海軍が撃破した。エーゲ海に出ると、いくつか分隊を派遣してクレタ島やロドス島にまで略奪に向かった。本隊はテッサロニキとカッサンドレイアを包囲攻撃しようとしていたが、ローマ皇帝の軍団が迫っているという知らせを受けてバルカン半島内陸に退却した。その途中でも略奪を行っている。

## 戦闘
ゴート族らはナイススの近くで北から進軍してきたローマ軍とぶつかった。この戦いが行われたのはおそらく269年であり、凄絶な戦いとなった。両軍に多数の死者が出たが、戦いが最高潮に達したころローマ側は一部の陣をわざと退却させ、それを追ってきた敵軍を伏兵で取り囲むという戦法に出た。一説によると5万人のゴート人が死んだという。クラウディウス2世の治世下では、アウレリアヌスが騎兵の総司令官を常に務めていたと見られ、アウレリアヌスもこの戦いに加わっていた可能性がある。

## 戦後
多くのゴート族がなんとかマケドニア方面に逃走した。ローマ騎兵に追走され補給がままならないゴート族らは、次々に飢えのために荷物を運ぶ動物を死なせ、人間も命を落とした。ローマ軍は整然と彼らを追跡し、ハイモス山に追いつめ、そこでゴート族らに伝染病が蔓延することになった。一方的な戦いの後、さらに一部は脱出したが、再び追走された。捕虜は奴隷として軍隊に編入されるか、コロヌスという一種の農奴とされた。クレタ島やロドス島への攻撃に失敗した分隊も退却し、その多くが同様の末路をたどった。ゴート族に蔓延した伝染病は追走してきたローマ軍にも伝染し、クラウディウス2世も270年にその疫病で亡くなった。
この勝利の心理的衝撃は大きく、クラウディウス2世が「ゴティクス」すなわち「ゴート族を征した者」と呼ばれるようになったのもこの勝利によるものである。しかし、ゴート族側の敗北がどんなにひどいものだったとしても、彼らの軍事力が完全に壊滅したわけではなかった。帝国の東ではゼノビアの問題が発生し、西ではガリア帝国が分離独立したため、ナイススの戦いの勝利は問題続きの帝国にとってごく一時的なものでしかなかった。271年、アウレリアヌスは別のゴート族侵入を撃退した後、帝国の防衛を合理化するためドナウ川以北のダキア属州を完全に放棄し、以後その領土が回復されることはなかった。

### 一次文献
- Zosimus, Historia Nova （ギリシア語: Νέα Ἱστορία）, book 1, in Corpus Scriptorum Historiae Byzantinae, ed. Bekker, Weber, Bonn, 1837
- George Syncellus, Chronographia （ギリシア語: Ἐκλογὴ χρονογραφίας）, in Corpus Scriptorum Historiae Byzantinae, ed. Dindorf, Bonn, 1829
- Scriptores Historiae Augustae, Vita Gallieni Duo & Vita Divi Claudii, Loeb Classical Library, 1921–1932 (English translation), on-line at Curtius
- Zonaras, Epitome historiarum （ギリシア語: Ἐπιτομὴ ἱστοριῶν）, book 12, in Patrologia Graeca, ed. J.P.Migne, Paris, 1864, vol 134

### 二次文献
- Bray, John. Gallienus: A Study in Reformist and Sexual Politics, Wakefield Press, 1997. ISBN 1-862-54337-2
- Potter, David S. The Roman Empire at Bay AD 180–395, Routledge, 2004. ISBN 0-415-10058-5
- Southern, Pat. The Roman Empire from Severus to Constantine, Routledge, 2001. ISBN 0-415-23943-5
- Watson, Alaric. Aurelian and the Third Century, Routledge, 2003. ISBN 0-415-30187-4
- Wolfram, Herwig. History of the Goths (transl. by Thomas J. Dunlap), University of California Press, 1988. ISBN 0-520-06983-8

座標: 北緯43度18分 東経21度54分 / 北緯43.3度 東経21.9度